# Le Pont Sigel près de la Paleisstraat à Amsterdam
 (septembre 2015).
Si vous disposez d'ouvrages ou d'articles de référence ou si vous connaissez des sites web de qualité traitant du thème abordé ici, merci de compléter l'article en donnant les références utiles à sa vérifiabilité et en les liant à la section « Notes et références ».
Le Pont Sigel près de la Paleisstraat à Amsterdam est un tableau peint par George Hendrik Breitner entre 1896 et 1898. Il mesure 100 cm de haut sur 152 cm de large. Il est conservé au Rijksmuseum Amsterdam.